# Exclaim!
Exclaim! – kanadyjski miesięcznik muzyczny i rozrywkowy. Ukazuje się od 1992 w nakładzie ponad 100 tys. egzemplarzy.